# Afriscrobs adjacens
Afriscrobs adjacens is een slakkensoort uit de familie van de Anabathridae. De wetenschappelijke naam van de soort is voor het eerst geldig gepubliceerd in 1910 door E. A. Smith.